# Most Syreny w Warszawie

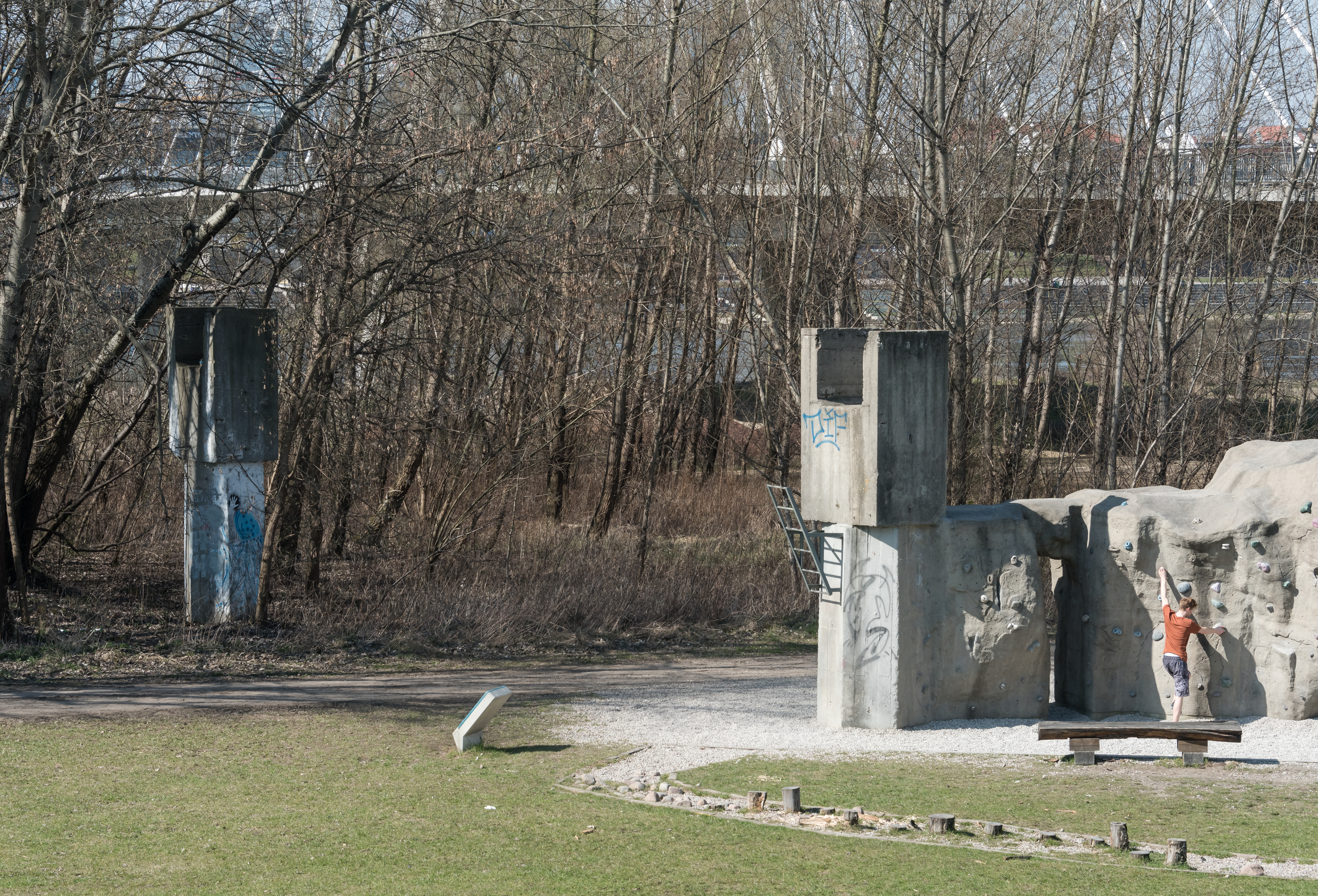
Relikty mostu Syreny po stronie praskiej (2021)

Most Syreny – zastępczy most saperski na Wiśle w Warszawie istniejący w latach 1985–2000.

## Opis
Most został zbudowany w 3 miesiące (od kwietnia do czerwca) w 1985 roku przez wojsko (jednostki kolejowa i drogowa) jako przeprawa zastępcza na czas remontu mostu Poniatowskiego. Łączył Tamkę i Wybrzeże Szczecińskie. Były to właściwie dwa mosty o szerokości 6 metrów. Z przeprawy nie mogli korzystać piesi oraz obowiązywało na niej ograniczenie prędkości do 40 km/h. Na moście panowały specyficzne zasady ruchu – samochody poruszały się po bokach jezdni, natomiast autobusy miejskie jeździły środkiem. Uroczystość otwarcia odbyła się 17 lipca 1985 roku.  
Po zakończeniu remontu mostu Poniatowskiego postanowiono pozostawić most Syreny  na czas remontu mostu Śląsko-Dąbrowskiego. Jednak w międzyczasie ruch samochodowy w Warszawie wzrósł na tyle, że postanowiono po zakończeniu tych remontów pozostawić most Syreny w eksploatacji do czasu budowy nowej przeprawy przez Wisłę.
Most był wykorzystywany do 22 września 2000 roku, a 6 października tego samego roku został zastąpiony przez most Świętokrzyski.
Po rozebraniu mostu Syreny istniały projekty wykorzystania konstrukcji do wybudowania tymczasowego mostu na zaporze, ale nie doszły one do skutku. W późniejszych latach była ona jednak użytkowana: najpierw w trakcie remontu wiaduktu w miejscu połączenia al. Krakowskiej i ul. Grójeckiej, a później estakady Trasy Toruńskiej blisko mostu Grota-Roweckiego. Aktualnie elementy mostu tworzą przeprawę nad Bzurą w Kozłowie Szlacheckim.
Na praskim brzegu, na południe od mostu Świętokrzyskiego, zachowały się żelbetowe podpory mostu, częściowo wkomponowane we wzniesioną w 2017 ścianę wspinaczkową do boulderingu.